# Objective, Burma!
Objective, Burma! is een Amerikaanse zwart-wit-film uit 1945 die zich afspeelt tijdens de Tweede Wereldoorlog. De film toont een raid in bezet Birma door Amerikaanse paratroopers die een radarstation willen vernietigen. De verhaallijn is fictief, en geïnspireerd op de film Northwest Passage. Wel authentiek is het militair materiaal, en de gebruikte militaire tactieken. 
De hoofdrol wordt vervuld door Errol Flynn. Ondanks drie Oscar nominaties won de film geen prijzen. In de Verenigde Staten was de film een succes, maar in het Verenigd Koninkrijk werd de film pas zeven jaar later uitgebracht. Birma was voornamelijk een Brits terrein van militaire operaties, en men vond dat de film te Amerikaans was; er komen slechts enkele Britse militairen in voor.
De film werd destijds in Nederland uitgebracht onder de titel Strijd in de Burma Jungle.
De in Nederland uitgebrachte dvd (onder de titel Objective, Burma!) bevat bovendien twee korte films:
- The Tanks Are Coming, 1941, een kleurenfilm gericht op het werven van vrijwilligers voor de tankstrijdkrachten.
- The Rear Gunner, 1943, een zwart-witfilm die laat zien hoe ook de kleine man van belang is voor de oorlog: alleen hij past in de geschutskoepel van een bommenwerper (met een rol voor Ronald Reagan).

## Rolverdeling
| Acteur               | Personage            |
| -------------------- | -------------------- |
| Errol Flynn          | Captain Nelson       |
| James Brown          | SSgt. Treacy         |
| William Prince       | Lt. Sid Jacobs       |
| George Tobias        | Cpl. Gabby Gordon    |
| Henry Hull           | Mark Williams        |
| Warner Anderson      | Col. J. Carter       |
| John Alvin           | Hogan                |
| Stephen Richards     | Lt. Barker           |
| Richard Erdman       | Pvt. Nebraska Hooper |
| Erville Alderson     | General Stilwell     |
| Joel Allen           | Cpl. Brophy          |
| William Hudson       | Fred Hollis          |
| Anthony Caruso       | Miggleori            |
| George Tyne          | Soapy Higgins        |
| Rodd Redwing         | Sergeant Chattau     |
| Hugh Beaumont        | Captain Hennessey    |
| Carlyle Backwell Jr. | Lt. Barker           |